# Symphytognatha ulur
Symphytognatha ulur är en spindelart som beskrevs av Norman I. Platnick 1979. Symphytognatha ulur ingår i släktet Symphytognatha och familjen Symphytognathidae. Inga underarter finns listade i Catalogue of Life.